# Mansöngur
Dans la poésie islandaise, une mansöngur (littéralement 'chant de jeune fille'; pluriel mansǫngvar; islandais moderne mansöngur, pluriel mansöngvar)  réfère à une forme de poésie érotique. Le mot a ensuite désigné la première partie de chaque ríma dans des rímur, habituellement adressée à une femme.

## Dans l'Islande du Haut Moyen Âge
La poésie amoureuse scaldique et les poèmes érotiques en vieux norrois islandais sont souvent qualifiés de mansöngvar dans la littérature moderne. Cependant, Edith Marold (en) et Bjarni Einarsson ont soutenu que le terme mansöngr a été surutilisé dans la littérature médiévale, s'appliquant à des poèmes d'amour dont nous n'avons aucune preuve qu'ils étaient réellement considérés comme mansöngvar. De nombreuses références médiévales au mansöngvar ne sont pas accompagnées du poème en question, ce qui rend les limites du genre controversées. Le Livre d'homélies islandais (en) (vers 1200) mentionne le mansöngr en lien avec la musique de David et Salomon.

### Dans les sagas islandaises
Dans la saga d'Egill, le poète Egill Skallagrímsson récite un poème sur une femme à son ami Arinbjörn. Arinbjörn demande à Egill pour qui il a composé ce mansöngr, et Egill récite un autre poème avant de révéler que le sujet des deux est Ásgerðr, la parente d'Arinbjörn, veuve de Þórólfr (Thorolf), le frère d'Egill. Egill sollicite l'aide d'Arinbjörn pour arranger son mariage avec Ásgerðr, et les mansöngvar sont ainsi le prélude à une déclaration d'amour ouverte et à une demande en mariage.
Les poèmes de Hallfreðr vandræðaskáld à Kolfinna Ávaldadóttir sont également décrits comme des mansöngvar dans la saga d'Hallfreð, mais celle-ci dépeint Hallfreðr résistant aux tentatives d'organiser le mariage de Kolfinna avec lui-même et d'autres hommes. La saga dépeint la poésie érotique de Hallfreðr sur Kolfinna et ses vers diffamatoires sur le mari de Kolfinna, Grís, comme destructeurs par nature, chosifiant Kolfinna tout en incitant sa famille à la violence. Ce n'est que grâce à sa relation avec son roi Óláfr Tryggvason (son futur parrain) et à ses poèmes spirituels que Hallfreðr trouve la rédemption et la maturité, et finit par exprimer des regrets pour le chagrin qu'il a causé à Kolfinna.
L'un des plus anciens manuscrits de saga à conserver une référence au genre est le DG 8, datant d'environ 1225–1250 dans la saga hagiographique Óláfs saga helga. Selon la saga, le scalde islandais Óttarr svarti composa un mansǫngsdrápa sur la reine Ástríðr de Norvège alors qu'ils étaient tous deux à la cour de son père, le roi de Suède. Ce drápa provoqua la colère de son mari, le roi Ólafr Helgason, mais lorsque Óttarr se rendit en Norvège, il demanda prudemment l'aide de son oncle et scalde Sigvatr Þórðarson pour obtenir une audience auprès du roi norvégien et se racheter avec le poème Hǫfuðlausn, qui vante les mérites du roi Ólafr plutôt que la beauté de son épouse.

### En droit islandais
La composition de mansöngvar pour ou à propos des femmes est explicitement interdite par le code juridique islandais médiéval Grágás, « dans les ajouts récents au Konungsbók (GKS 1157 fol.) et au Staðarhólsbók (AM 334 fol.), où elle est insérée dans un passage intitulé « vm scaldscap » (« sur la poésie »), un traitement exhaustif des différents types de poésie et des diverses peines qui leur sont infligées » Cependant, il n'existe aucune explication claire de ce qu'est un mansöngr. Dans la version du Konungsbók, § 238, le texte est le suivant :

« Ef maðr yrkir mansöng vm cono oc varðar scog gang. Kona a söc ef hon er xx. eða ellre. ef hon vill eigi søkia láta. oc a lavg raðande hennar sökena. »

« Si un homme réprimande une femme, il est déclaré hors la loi. La femme doit porter plainte si elle a vingt ans ou plus. Si elle refuse de poursuivre, c'est son administrateur judiciaire qui doit porter l'affaire. »

## Dans les rímur
Dans les rímur islandais, le terme mansöngur désigne la section d'ouverture (facultative) de chaque poème ríma de l'épopée. Le mansöngur partage généralement le même mètre que le ríma qu'il préface, mais il s'agit de poésie lyrique plutôt que narrative, et le poète parle souvent à la première personne, s'adressant directement au public. Le mansöngur s'adresse souvent à une femme, mais on l'appelle mansöngr même lorsqu'il ne l'est pas. Le mansöngur peut ou non se rapporter au récit principal des rímur : certains poètes l'utilisent pour commenter les événements de l'histoire au fur et à mesure de leur déroulement ou pour explorer des thèmes narratifs spécifiques, tandis que d'autres le considèrent comme une « pause dans l'action ».
Les premiers rímur sont dépourvus de mansöngvar. Dans les rímurs ultérieurs, l'auteur (généralement un homme) composait des poèmes sur une femme dont il était tombé amoureux (mais qui n'était généralement pas représentée comme partageant ses sentiments). De ce fait, les mansöngvar sont souvent empreints de tristesse. Plus tard, ils ont commencé à aborder d'autres thèmes, comme l'amour pour son domaine ancestral ou les plaintes concernant le peu de personnes qui apprécient la poésie.
Un exemple du contenu d'un mansöngur est fourni par le résumé fait par Craigie des strophes 1 à 17 du troisième ríma du rímur des Écosses d'Einar Guðmundsson, un poète du XVIIe siècle. On y retrouve de nombreux traits classiques du mansöngur en rímur : il s'adresse à une belle femme, tandis que le poète déplore son insuffisance en tant que poète et la situation déplorable du monde. Le mansöngur est aussi un lieu d'expression personnelle – ici, probablement, une plainte (voilée) suite à la perte de son poste de ministre de Staður à Reykjanes en 1635, après avoir accusé deux paroissiens de sorcellerie :

« Bien que la jeune fille à l'anneau puisse souhaiter un chant d'amour, je n'ai que peu de poésie d'Odin. Seulement un léger parfum du fruit du chant qu'il m'a donné autrefois : je n'ai pas besoin d'être reconnaissant pour sa générosité. Que ceux qui ont mieux réussi se réjouissent. L'amitié ne se montre pas à tout le monde, et je n'ai jamais été doué pour gagner la faveur des grands. La véritable amitié est rare dans tout le pays ; la plupart des hommes recherchent un avantage et envient tous ceux qui acquièrent richesse ou gloire. Ne cherchez donc pas à être loué par le monde : la disgrâce et la perte pourraient s'ensuivre. Celui qui voit en secret vous récompensera, et il viendra un jour siéger en jugement. Puissé-je le voir avec joie, même si mes œuvres ne sont pas aussi bonnes qu'elles pourraient l'être. Je n'ai pas les mots pour parler de la belle jeune fille, mais je dois essayer de lui offrir la troisième ballade maintenant ! »

## En Norvège
Parmi les inscriptions médiévales découvertes à Bryggen, dans la ville norvégienne de Bergen, on trouve des exemples préservés de mansǫngskvæði (poèmes mansǫngr) écrits en mètres scaldiques, comme le dróttkvætt. En particulier, la N B145 date de la première moitié du XIIIe siècle et contient une strophe complète du dróttkvætt, dont la première moitié se traduit ainsi :

« L’ancienne brise des déesses des falaises [GÉANTES > DÉSIR] m’est tombée dessus tôt, par respect pour le beau et dangereux jeune pin du feu immobilisé de l’étendue poissonneuse [MER > OR > (belle, dangereuse, jeune) FEMME]. »

En simplifiant, cela signifie :

« Le désir pour la belle et dangereuse jeune femme m’a envahi il y a longtemps. »